# 4895 Embla
4895 Embla је астероид главног астероидног појаса чија средња удаљеност од Сунца износи 2,354 астрономских јединица (АЈ).
Апсолутна магнитуда астероида је 13,5.